# Droit de l'environnement
 (mai 2023).

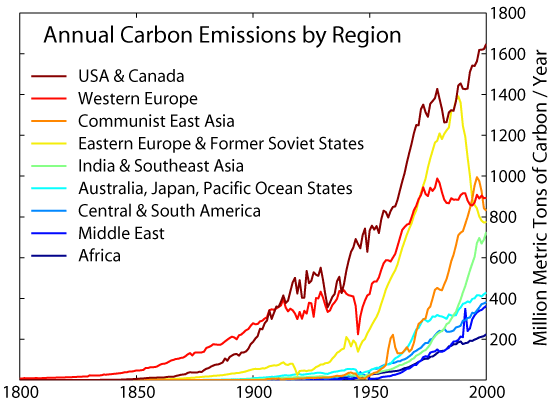
Émissions annuelles de carbone par région du monde.

Le droit de l'environnement concerne l'étude ou l'élaboration de règles juridiques visant la compréhension, la protection, l'utilisation, la gestion ou la restauration de l'environnement contre la perturbation écologique sous toutes ses formes - terrestres, aquatiques et marines, naturelles et culturelles, voire non-terrestres (droit spatial).
C'est un droit technique et complexe, local et global (européen, droit de la mer, international…) en pleine expansion, dont les champs tendent à se densifier et à se diversifier au fur et à mesure des avancées sociales, scientifiques et techniques. Il est dans un nombre croissant de pays matérialisé dans un code de l'environnement, mais sans forcément de juridiction spécialisée (comme il peut y avoir un juge à l'enfance, ou une spécialité criminelle, anti-terroriste, etc.). En France, depuis 2021, les premières juridictions environnementales, en matière judiciaire, s'institutionnalisent. Les juges et les cours de justices s'appuient sur des experts agréés, et des laboratoires également agréés. Dans certains pays il existe des services de polices, douanes ou garde-côte ayant une spécialité environnementale.
L'ONU avec plusieurs de ses partenaires a créé ECOLEX ; un portail du droit de l'environnement pour le monde entier.
Il existe plus de 300 traités internationaux multilatéraux qui portent sur des problèmes qui concernent soit des régions entières, soit toute la planète, et environ 900 traités internationaux bilatéraux relatifs aux pollutions transfrontalières.

## Éléments de définition
Le droit de l'environnement est un « droit transversal » ou droit mixte. Le droit à un environnement sain est très récent dans la culture moderne (il s'est surtout développé dans les années 1970). Ce droit est enchâssé dans la charte des droits de quelques pays industrialisés. Il s'applique à de nombreux secteurs de l'environnement biophysique et humain. Développé à différentes échelles et systèmes juridiques, fruit d'une histoire spécifique, le droit de l'environnement couvre la hiérarchie des normes notamment en droit international, en droit communautaire et en droit national voire local.
L'interaction de ces trois faisceaux va grandissant avec la montée en puissance de la globalisation économique, politique et sociale et des enjeux environnementaux qui les accompagnent, dont le changement climatique, le développement soutenable, mais des enjeux liés à des problèmes émergents posés par exemple par les biotechnologies, les nanotechnologies,, les perturbateurs endocriniens ou la pollution lumineuse.
Outre son aspect normatif, imposant des obligations d'ordre public - comparé à du hard law ou « droit dur », le droit de l'environnement peut prendre également le caractère de droit mou ("Soft Law") sans imposer d'obligations juridiques mais juste des normes de comportement recommandées. Il est aussi un des champs d'application anticipatoire du principe de prévention et du principe de précaution ainsi que des notions d'études d'impact, de mesures conservatoires, mesures compensatoires et responsabilité environnementale ou de remboursement de dette écologique. Il questionne et il est questionné par l'éthique environnementale, le droit à la santé (santé environnementale) et le droit émergeant des générations futures.
La problématique de la nécessaire mise en œuvre d'un droit international de l'environnement s'est cristallisée dès les années 1990 autour du sommet de Rio et de ses conventions et déclarations internationales. En effet, dans le domaine de l'environnement, l'engagement des États et collectivités est complexe et dépend d'un grand nombre de paramètres que le droit international devrait pouvoir prévoir ou encadrer.

## Différentes sous-branches
Le droit de l'environnement est un droit très fragmenté. Il associe différentes approches et se subdivise en différentes sous-branches :
- Celles liées aux éléments composant l'environnement : droit de l'air, - droit de l'eau et de la mer, droit des sols, droit de la biodiversité et des biotopes ;
- Celles liées à des activités humaines : droit de la chasse, de la pêche, de l'énergie ;
- Celles liées à des activités nuisibles ou polluantes : droit du bruit, droit des installations classées (autrefois établissements), droit de l'assainissement, droit des risques majeurs industriels ou naturels ;
- Celles liées à un objet particulier : droit de la protection de la nature (incluant maintenant dans certains pays la protection de l'environnement nocturne contre la pollution lumineuse, droit des produits chimiques, droit des déchets, droit des sites, des monuments historiques, etc ;
- Celles liées à un secteur économique auquel on appose ses problématiques juridiques environnementales propres : agriculture et environnement, industrie et environnement, services et environnement. La déclinaison peut aller à l'infini par sous-secteur : pisciculture, nucléaire, tourisme, santé-environnement, etc. ;

On oppose souvent artificiellement alors qu'ils sont complémentaires le droit de la protection de la nature et celui de la lutte contre les pollutions et nuisances.
À chaque fois, pour chacune de ses sous-branches, le droit de l'environnement se décline selon l'ordre juridique qu'il interroge : local/national/international y compris le droit communautaire pour l'Europe avec par exemple le droit communautaire de l'environnement.
Cette interaction se fait également vis-à-vis d'autres branches juridiques à l'exemple du droit civil (reconnaissance du préjudice écologique), du droit pénal, du droit commercial, du droit des affaires, du droit fiscal et l'on évoquera alors le droit pénal de l'environnement par exemple, voire en croisant les deux sous-catégories précitées à titre d'exemple de droit pénal communautaire de l'environnement. Le droit de l'environnement peut à la fois relever du droit public comme du droit privé. Cet enchâssement entre les disciplines est conceptualisé avec le principe d'intégration du droit de l'environnement.
On comprendra ainsi l'extrême technicité du droit de l'environnement à la croisée de bien d'autres disciplines juridiques, et en évolution rapide.
En France, une ordonnance est venue ré-organiser la discipline via un code de l'environnement (Consulter le code de l'Environnement).

## Chronologie générale du droit international de l'environnement
Il est le fruit d'une longue histoire qui est retracée par quelques points de repère. Certains en font remonter les racines à Hippocrate.
Il s'est cependant fortement affirmé en tant que droit international de l'environnement au XXe siècle, comprenant aujourd’hui plus de 300 conventions ou traités multilatéraux sans compter les accords bilatéraux.
- 2 décembre 1946 : Convention internationale pour la régulation de la chasse à la baleine et aux grands cétacés et création de la Commission baleinière internationale
- 1948 : Création de l'Union internationale pour la conservation de la nature (UICN) regroupe 68 États, 103 organismes publics et des ONG ; objectifs : favoriser : la biodiversité, l’utilisation rationnelle et équitable des ressources naturelles, le développement durable par des activités de lobbying, et en faisant des études, rapports,
- 1951 : Convention internationale pour la protection des végétaux
- 1er décembre 1959 : Traité sur l'Antarctique
- 1961 : Union pour la protection des obtentions végétales, protège le certificat d'obtention végétale (COV), controversé, par les pays africains notamment, et pose quelques contradictions avec la convention sur la diversité biologique de 1992.
- décembre 1970 : création de l'Environmental Protection Agency aux États-Unis
- 1971 :
  - Programme Man and Biosphere : lancement du programme MAB par l'UNESCO, donnant lieu à la création de Réserves de biosphère (1976) : coordination mondiale d'aires protégées (parcs, réserves…).
  - 2-3 février : Convention de Ramsar (Ramsar, Iran) relative aux zones humides d'importance internationale particulièrement comme habitats de la sauvagine : dans le cadre du programme MAB (Man And Biosphere) de l'UNESCO (United Nations for Education, Science and Culture Organization) ; entrée en vigueur en 1975 ; 61 États, 800 sites soit 500 000 km2 ;
  - France : premier ministère de l'environnement

### Premier sommet de la Terre
- 16 juin 1972 : Conférence mondiale sur l'environnement à Stockholm qui aboutit à la Déclaration de Stockholm : « L’homme a un droit fondamental à la liberté, à l’égalité et à des conditions de vie satisfaisantes, dans un environnement dont la qualité lui permettra de vivre dans la dignité et le bien-être. Il a le devoir solennel de protéger et d’améliorer l’environnement pour les générations présentes et futures »[9].
  - mise en place du programme des Nations unies pour l'environnement (PNUE).
- 23 novembre 1972 : Convention sur le patrimoine mondial (parfois appelée Convention de Paris) sous l'égide de l'UNESCO : elle vise à la protection du patrimoine culturel et naturel à valeur universelle ; les sites sont inscrits sur la « Liste du patrimoine mondial » ; l'État signataire s'engage alors à ne pas les détruire. Il s’agit donc simplement d’un label.
- 1972 : Convention sur la prévention de la pollution des mers résultant de l'immersion de déchets, communément appelée Convention de Londres.
- 3 mars 1973 : Convention sur le commerce international des espèces de faune et de flore sauvages menacées d'extinction ou Convention de Washington, parfois appelée CITES (Convention on International Trade of Endangered Species). Réglemente le commerce de végétaux et d'animaux vivants ou morts par 3 annexes : I ) espèces ne pouvant pas faire l'objet de mouvements commerciaux ; II) espèces pouvant faire l'objet de mouvements commerciaux avec permis d'exportation CITES et population contrôlée ; III) : espèces pouvant faire l'objet de mouvements commerciaux avec seulement un permis d'exportation. L’UE impose des dispositions plus strictes.
- 1975 : Traité du Rio Uruguay qui établit un mécanisme d'information et de consultation publique, parfois présenté comme précurseur de l'instauration de ces mécanismes de démocratie participative dans le droit de l'environnement.
- 1976 : conseil de l'Europe Réseau européen de réserves biogénétiques.
- 1976 : Convention de Barcelone contre la pollution du milieu marin en Méditerranée.
- 2 avril 1979 (Union européenne) : Directive CEE 79/409 dite Directive oiseaux : désigne les zones de protection spéciale pour les oiseaux rares ou menacés.
- 23 juin 1979 : Convention de Bonn sur les espèces migratrices regroupées en une liste annexée. Les états signataires doivent : promouvoir la recherche sur les espèces migratrices ; accorder une protection immédiate aux espèces de l'annexe I (ex baleinoptères) ; conclure des accords internationaux pour les espèces de l'annexe II (ex : gazelle).
- 19 septembre 1979 (Conseil de l'Europe) : Convention relative à la conservation de la vie sauvage et du milieu naturel de l'Europe, appelée aussi convention de Berne, elle concerne l'UE et d'autres États européens ainsi que des États non-membres, mais concernés par certaines espèces migratrices tel le Sénégal, le Burkina-Faso. L'objectif est la conservation de la vie sauvage et du milieu naturel de l'Europe. Au total, 500 espèces végétales et 580 espèces animales sont protégées. Concernant la flore, elle interdit la coupe, cueillette et déracinement intentionnels. Les habitats accueillant la flore protégée doivent aussi être protégés. Concernant la faune, il s'agit d'une interdiction de capture des individus, de destruction de l'habitat ou de sa perturbation, de commercialisation des espèces, sauf les espèces seulement protégées. Cette convention comporte quatre annexes listant le degré de protection des espèces (faune ou flore).
- 10 décembre 1982 : Convention des Nations unies sur le droit de la mer, entrée en vigueur en 1994.
- 24 mars 1983 : Convention de Carthagène pour la protection et la mise en valeur du milieu marin dans la région des Caraïbes.
- 22 mars 1985 : Convention de Vienne relative à la protection de la couche d'ozone, ratifiée en 1986, établissant un cadre préparant le protocole de Montréal.
- 21 juin 1985 : Convention de Nairobi pour la protection, la gestion et le développement de l’environnement marin et côtier de la région de l’Afrique de l'Est.
- 1986 : moratoire sur la chasse à la baleine.
- septembre 1987 : Protocole de Montréal mis en place pour éliminer les substances qui appauvrissent la couche d'ozone, les états s'engageant à interdire les CFC à une date butoir.
- 1988 : création par les Nations unies du Groupe d'experts intergouvernemental sur l'évolution du climat.
- 22 mars 1989 : Convention de Bâle sur le contrôle des mouvements transfrontaliers de déchets dangereux et de leur élimination, entrée en vigueur en 1992. Cette convention a pour objectif de réduire la circulation des déchets dangereux entre les pays, en particulier vers les pays en développement.

### Sommet de la terre à Rio
- 22 mai 1992 : Conférence des Nations unies sur l’environnement et le développement (sommet de la Terre) à Rio de Janeiro (Brésil) organisé par l'ONU : la plus grande conférence intergouvernementale jamais organisée qui a consacré des principes généraux qui sont désormais partie du langage courant comme le développement durable et qui a abouti notamment à :
  - la Convention sur la diversité biologique
  - l'Agenda 21
  - l'adoption d'une Convention cadre sur les changements climatiques, (cadre du futur protocole de Kyoto).
- 17 juin 1994 : Convention des Nations unies sur la lutte contre la désertification, entrée en vigueur en 1996.
- 22 septembre 1995 : Ban Amendment de la convention de Bâle qui interdit l'exportation des déchets dangereux de pays de l'OCDE vers les pays en développement. Non entrée en vigueur[10]. Cet amendement inspira la création de conventions régionales, telles la convention de Bamako de 1996.
- 1996 : Convention sur la responsabilité et l'indemnisation pour les dommages liés au transport par mer de substances nocives et potentiellement dangereuses, convention dite « Convention SNPD », non entrée en vigueur[11].
- 25 mars 1998 : Convention internationale OSPAR pour la protection du milieu marin de l'Atlantique du Nord-Est.
- 25 juin 1998 : Convention d'Aarhus ou Convention sur l'accès à l'information, la participation du public au processus décisionnel et l'accès à la justice en matière d'environnement.
- 10 septembre 1998 : Convention de Rotterdam sur la procédure de consentement préalable en connaissance de cause (PIC) applicable à certains produits chimiques et pesticides dangereux qui font l’objet d’un commerce international (dite Convention PIC, Prior Informed Consent),en vigueur depuis le 24 février 2004[12].
- 12 avril 1999 : Convention internationale pour la protection du Rhin, élargit l'action de dépollution à la gestion durable de l'eau, aux actions préventives de crues et d'inondations…
- 2000 : Protocole de Carthagène sur la prévention des risques biotechnologiques.
- 22 mai 2001 : Convention de Stockholm sur les polluants organiques persistants, accord visant à interdire certains produits polluants.
- février 2005 : Entrée en vigueur du protocole de Kyōto (il fallait réunir des conditions contraignantes).

### Sommet de la terre Rio+20 (Rio, 20 ans après)
- 19 juin 2012 : adoption de la résolution 66/288 « The Future We Want » (« l'avenir que nous voulons »)[13]. Cette dernière prône notamment la mise en place d'un agenda post-2015 autour d'objectifs de développement durable. On y valide aussi le principe de non-régression proposé l'année précédente par un groupe de juristes et d'organisations non gouvernementales.

### Agenda post-2015
- 25 septembre 2015 : Adoption des "Objectifs du Développement Durable (ODD)" (également connus sous leur dénomination anglophone SDGs: Sustainable Development Goals) .

### Accord de Paris
- 16 novembre 2016 : entrée en vigueur de l' Accord de Paris sur le climat qui prévoit de contenir le réchauffement climatique « bien en dessous de 2 °C par rapport aux niveaux préindustriels » et si possible de viser à « poursuivre les efforts pour limiter la hausse des températures à 1,5 °C ».

### Avis de la CIJ sur les Obligations des États en matière de changement climatique
- 29 mars 2023 : Adoption par l'Assemblée générale des Nations Unies de la résolution 77/276, demandant à la Cour Internationale de Justice(CIJ) de rendre un avis consultatif visant à clarifier les obligations des États face au réchauffement climatique[14],[15].
- 2 au 13 décembre 2024 : Audiences publiques de la CIJ sur la demande d'avis consultatif[16].
- 23 juillet 2025 : La CIJ rend son avis consultatif, concluant à l'unanimité que les États ont des obligations légales de lutter contre le réchauffement non seulement en vertu des conventions internationales sur le climat, mais aussi du droit international coutumier, de certains traités environnementaux connexes et du droit international relatif aux droits de l’homme. La CIJ conclut également à l'unanimité qu'un État manquant à ces obligations peut être obligé légalement à mettre fin à son comportement dommageable, à fournir des assurances de non-répétition d'un tel comportement, voire, dans certains cas, à offrir des réparations aux pays affectés par le réchauffement[17],[18].

## Par pays

### Union européenne
En 1994, le conseil de l'Europe, pour aider les pays à renforcer leur législation environnementale (notamment nouveaux entrants et pays de l'Europe centrale et orientale) a produit un document type, modèle législatif national pouvant éventuellement être adapté au niveau régional pour les pays fédéraux, dit « loi-modèle sur la protection de l'environnement ».
La réglementation environnementale représente, directement et indirectement, une part importante de la réglementation européenne, qui elle-même dérive le plus souvent de traités internationaux et doit être traduite dans la législation des États-membres (cette législation conditionne au début des années 2000 80 % de la réglementation nationale des 27 États membres de l'Union dont la France). Cette tendance est née du traité de Maastricht (1992), s'est développée avec le traité d'Amsterdam (1997) et s'est encore accentuée après le sommet de la Terre de Johannesburg (2002), permettant une mise en cohérence progressive du droit de l'environnement en Europe, accompagné par une action de lobbyisme des grandes entreprises, et des organisations non gouvernementales, en cherchant notamment à limiter les inégalités environnementales et les distorsions de concurrence que l'application inégale de ce droit pourrait induire.
Aujourd'hui, les grandes entreprises participent le plus souvent à la préparation de la législation européenne. Sur l'environnement en particulier, les groupes d'intérêt (ONG, …) et les lobbies (industriels) prennent une part importante dans ce travail préparatoire, qui se fait après proposition de la commission européenne, dans des comités consultatifs. Ces travaux permettent d'élaborer des livres verts et des livres blancs.
Exemples de livres blancs :
- Responsabilité environnementale, février 2000,
- Stratégie pour la politique dans le domaine des substances chimiques, février 2001.

Exemple de livre vert :
- Responsabilité sociétale des entreprises.

Ces orientations générales permettent ensuite d'élaborer des directives, qui doivent être transposées dans les droits nationaux des États membres de l'Union européenne, et des règlements, qui sont appliqués directement. En vertu de la hiérarchie des normes, le droit communautaire l'emporte en principe sur les droits nationaux des États-membres.
Exemples :
- Règlement : Règlement REACH
- Directive cadre : directive cadre sur l'eau,
- Directives :
  - Déchets d'équipements électriques et électroniques,
  - Directive RoHS
  - Directive oiseaux,
  - Directive habitats,
- Accord européen relatif au transport international des marchandises dangereuses par route

etc.
Par ailleurs, les administrations publiques sont tenues de fournir des informations environnementales sur simple demande des citoyens (en Europe en application de la Convention d'Aarhus et de la directive 2003/4/CE). Cette disposition s'applique de façon variable selon les droits nationaux.
En pratique, les contraintes  environnementales ont un impact très fort sur l'innovation technologique. Un bureau à Séville est chargé de mettre à disposition des entreprises les meilleures technologies disponibles pour la résolution d'un problème environnemental. Le règlement REACH, par exemple, conduit à appliquer ce type de processus dans le cas des substances chimiques.
Les grandes entreprises sont réputées mieux préparées à cette transformation (qu'elles ont parfois contribué à initier) que les petites et moyennes entreprises qui peuvent, face à la complexification croissante et rapide, rencontrer des difficultés, faute notamment de structure de veille environnementale et juridique. En France, le réseau des chambres de commerce et d'industrie (ACFCI) contribue donc, via des conseillers, Agences (ex : Ademe en France) et portails de veille environnementale (ex : Enviroveille) à destination des PME, à les informer de l'évolution des contraintes environnementales et des nouvelles solutions.

### France
Le droit de l'environnement est un droit transversal récent.
Transversal, il parcourt plus d'une quinzaine de codes préexistants et cumule les aspects de droit public et de droit privé. Droit moderne, technique et complexe il fait l'objet, en France, d'un code particulier appelé Code de l'environnement (France), entré en vigueur par l'Ordonnance du 18 septembre 2000.
En 1971 est créé le ministère de l'Environnement, qui subira de nombreuses transformations, d'appellation, d'attributions et de budgets jusqu'à aujourd’hui.
Mais des initiatives telles que la loi sur les Parcs nationaux de 1960 puis de la loi sur l'eau de 1964 ont constitué des avancées marquantes de cette lente reconnaissance pour l'environnement en France, plus tardive au regard d'autres pays occidentaux.
Historiquement, les premiers actes de salubrité publique des villes du Moyen Âge voire des villes gallo-romaines ont été peut-être les premiers signes de ce droit qui n'est pas limité à la notion de police administrative relevant du droit administratif. Notons comme possible premier texte dans le droit de l’environnement français, un décret impérial de 1810 qui soumettait à autorisation préalable le fonctionnement des ateliers susceptibles d'occasionner des gênes pour le voisinage (3 classes possibles d'autorisation). Ce décret s'est appliqué jusqu'à la loi du 19 décembre 1917 qui a remplacé la 3e classe par la notion de déclaration (ayant ensuite évolué pour devenir le régime des installations classées, avec la loi de 1976). La réforme de la Loi Barnier de 1995 a donné au droit de l'environnement ses premiers principes généraux, inscrits désormais au code (art. L 110-1, ex L. 200-1 du Code Rural).
Le droit de l'environnement a connu une consécration constitutionnelle avec la charte de l'environnement, voulue par Jacques Chirac et promulguée le 1er mars 2005 par le Congrès. Celle-ci est réputée créer une troisième génération de droits de l'Homme (après les droits subjectifs de la Déclaration des Droits de l'Homme et du Citoyen de 1789 et les droits sociaux et économiques du Préambule de la Constitution de 1946), dont les conséquences juridiques sont encore incertaines. Un premier pas a été franchi dans ce sens par l'ordonnance de référé-liberté rendue le 29 avril 2005 par le Tribunal Administratif de Châlons en Champagne, dite jurisprudence Teknival, qui pour la première fois reconnaît au "droit à un environnement sain et équilibré" la qualité de liberté fondamentale. La question prioritaire de constitutionnalité (QPC) a également donné une plus grande portée juridique et normative à la Charte de l'environnement.
Enfin, le Grenelle de l'environnement a fait l'objet de deux textes de loi : le « Grenelle 1 », adopté en 2008 par le Parlement, fixe les grands objectifs de la politique environnementale française ; le « Grenelle 2 », met quant à lui en place les éléments concrets du premier texte. Ce dernier fait l'objet de nombreuses critiques, comme celles émises par la fédération d'associations France Nature Environnement (FNE), qui avait participé aux discussions préparatoires, ou celle du chercheur indépendant Jean-Christophe Mathias, qui y voit l'expression d'un droit libéral de l'environnement s'opposant à un droit républicain de la nature qui serait, selon lui, seul à même d'engager une véritable politique publique de protection et de restauration sur le territoire national.
La production de normes juridiques françaises dans le domaine de l'environnement peut aussi dépendre des normes qui lui sont supérieures, à savoir :
- le droit international de l'environnement (plus de 300 conventions ou traités multilatéraux sans compter les accords bilatéraux) ; il peut prendre également le caractère de droit mou, sans imposer d'obligations juridiques.
- compte tenu de l'intégration européenne, le droit communautaire de l'environnement dont la transposition est à la source de plus de 85 % du droit français de l'environnement, exercice de transposition qui n'est d'ailleurs pas toujours bien assuré comme l'a rappelé le Sénat encore en 2006[26].

Le droit de l'environnement est désormais de plus en plus étudié au sein de master spécialisé dans les facultés de droit. Certaines associations scientifiques ont pour objectif de faire connaître et de développer le droit de l'environnement.

### Suisse
En 2022, la Suisse dispose d'une douzaine de lois et de 72 ordonnances en matière d'environnement :
- 1875 : loi sur la chasse et la protection des oiseaux (totalement révisée en 1904, 1925 et 1986, loi fédérale sur la chasse et la protection des mammifères et oiseaux sauvages) ;
- 1875 : loi fédérale sur la pêche (totalement révisée en 1888, 1973 et 1991) ;
- 1876 : loi sur la police des forêts (totalement révisée en 1991, loi sur les forêts) ;
- 1877 : loi sur la police des eaux (totalement révisée en 1991, loi fédérale sur l’aménagement des cours d’eau) ;
- 1951 : loi sur l'agriculture (totalement révisée en 1998) ;
- 1955 : loi fédérale sur la protection  des eaux (totalement révisée en 1971 et 1991) ;
- 1966 : loi fédérale sur la protection de la nature et du paysage ;
- 1980 : loi sur le Parc national ;
- 1983 : loi sur la protection de l’environnement ;
- 1999 : loi sur le CO2 (totalement révisée en 2012) ;
- 2000 : loi fédérale sur la réduction du bruit émis par les chemins de fer ;
- 2000 : loi sur les produits chimiques ;
- 2003 : loi sur le génie génétique.

### États-Unis

#### Culture de la norme juridique et de l'environnement aux États-Unis
La culture de la norme au sens juridique du terme est beaucoup moins développée aux États-Unis qu'en France.
La Maison-Blanche et le Congrès ont créé en 1970 une agence fédérale de protection de l'environnement (Environmental Protection Agency).

#### Méthode
La méthode adoptée aux États-Unis sur l'environnement est très différente de celle des Européens continentaux :
- L'environnement est considéré comme relevant d'un droit mou, c’est-à-dire que les normes n'y ont pas une vraie force obligatoire. On laisse donc les citoyens réfléchir et/ou agir par eux-mêmes. En pratique, cela signifie que le droit fixe des objectifs à respecter et donne peu de precisions normatived sur les moyens pour y parvenir. Ainsi, la liberté d'action, essentielle aux États-Unis, est conservée à condition que l'objectif soit respecté. Si une partie n'est pas d'accord sur la méthode qu'utilise une autre sur le respect d'un objectif donné elle peut le poursuivre devant les tribunaux. La décision fait ensuite jurisprudence, selon le principe anglo-saxon du précédent. Ceci explique l'ardeur des organisations non gouvernementales (ONG) ou des regroupements de citoyens à poursuivre des entreprises dans le but de créer un précédent et, par la même occasion, leur faire payer de très grosses sommes de dommages et intérêts afin de décourager les contrevenants.
- Comme sur d'autres sujets, des réseaux d'influence et des lobbies se constituent, appuyés par des ONG, et étendent leurs ramifications jusqu'en Europe.
- Une fois le sujet environnemental débroussaillé, les Américains définissent des systèmes de normalisation (ISO 14001 sur le management environnemental, future ISO 26000 sur la responsabilité sociale des entreprises, …), qu'ils souhaitent imposer comme une norme internationale. Les méthodes de partage de l'information sont stratégiques dans ce processus.
- Ensuite viennent les lois (acts), qui peuvent être différentes au niveau fédéral et au niveau des États.

#### Normes
On ne trouve pas aux États-Unis l'équivalent du code de l'environnement français.
En revanche, les questions d'environnement sont abordées d'une façon totalement transversale par des indicateurs de gouvernance d'entreprise : on ne réduit pas le problème à quelques gaz à effet de serre, mais on cherche à structurer des référentiels à partir de plus d'une centaine d'indicateurs se répartissant entre l'environnement, le social, l'économique, et la gouvernance, dans la responsabilité sociale des entreprises.
Les informations environnementales sont gérées dans des registres gouvernementaux d'une façon telle qu'elles peuvent être croisées avec des informations à caractère juridique également gérées dans des registres gouvernementaux.

#### Généraux
- Compensation écologique
- Droit de l'eau
- Écologie
- Développement durable
- Droits de la nature
- Justice environnementale
- Politique européenne de développement durable
- Risque majeur
- Principe de précaution
- Réserve naturelle, Réserve biologique (domaniale, forestière, dirigée, intégrale...)
- Observatoire régional des déchets d'Île-de-France (ORDIF)

#### Chartes et codes
- Charte mondiale de la nature
- Green Charter (en) (charte de l'environnement signée en Australie)
- Charte de l'environnement
- Code de l'environnement
- Hiérarchie des normes
- Codification (droit)
- Sécurité juridique
- Pacte mondial
- Responsabilité sociale des entreprises

#### Droit international
- Convention internationale
- Droit international de l'eau
- Liste des conventions internationales relatives à la protection de l'animal
- Catégorie:Traité de protection de l'environnement